# خالد المالود
خالد جاسم المالود (12 أكتوبر 1976

) سياسي بحريني ينتمي إلى جمعية الأصالة الإسلامية السلفية.

## السيرة
ولد المالود في مدينة المحرق في عام 12 أكتوبر 1976. حصل على الثانوية العامة (القسم الصناعي) عام 1995 وبكالوريوس إدارة أعمال من الأكاديمية العربية للعلوم والتكنولوجيا ودبلوم طرق تدريس القرآن الكريم وتجويده وتحفيظه.
عمل أخصائي جرد بوزارة التربية والتعليم من 2000 إلى 2009. ثم عمل رئيس المسابقات والأنشطة بوزارة العدل والشئون الإسلامية والأوقاف. في انتخابات مجلس النواب التكيميلية لعام 2011 فاز بمقعد الدائرة السابعة في محافظة المحرق بعد جولة الإعادة بعدما جمع 2018 صوت ما نسبته 57.10%. وفي انتخابات عام 2014 خسر مقعد الدائرة العاشرة في المحافظة الشمالية بعدما جمع 2275 صوت ما نسبته 33.33% بفارق 2276 صوت عن الفائز محمد العمادي من جمعية المنبر الوطني الإسلامي.